# Целестинув (Зґерський повіт)
Целестинув (пол. Celestynów) — село в Польщі, у гміні Озоркув Зґерського повіту Лодзинського воєводства.
Населення — 154 особи (2011).
У 1975-1998 роках село належало до Лодзинського воєводства.

## Демографія
Демографічна структура станом на 31 березня 2011 року:
|          | Загалом | Допрацездатний вік | Працездатний вік | Постпрацездатний вік |
| -------- | ------- | ------------------ | ---------------- | -------------------- |
| Чоловіки | 72      | 9                  | 53               | 10                   |
| Жінки    | 82      | 18                 | 44               | 20                   |
| Разом    | 154     | 27                 | 97               | 30                   |